# Museu Etnològic de Berlín

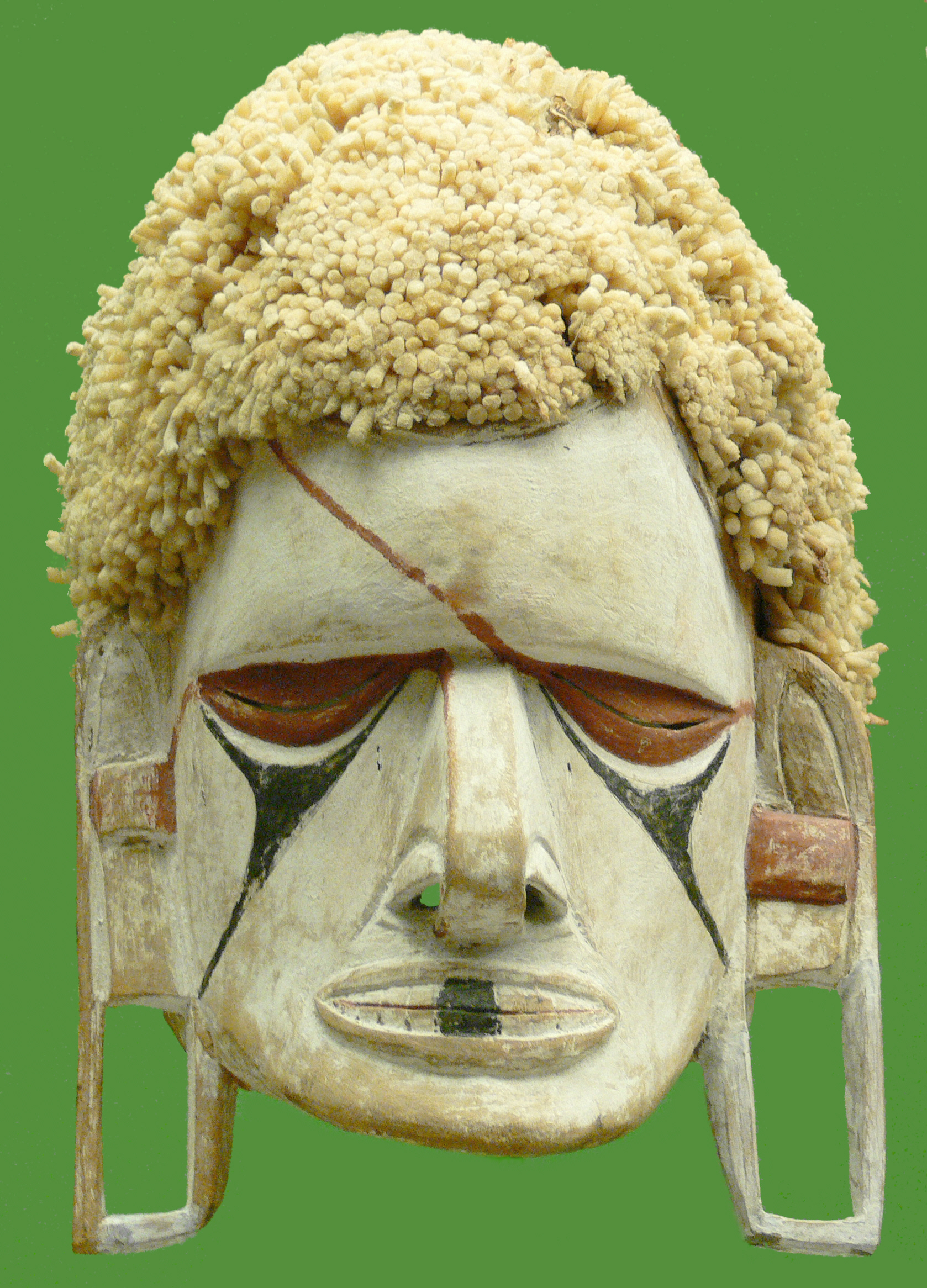
Màscara Tatanua al Museu Etnològic de Berlín.

El Museu Etnològic de Berlín (en alemany: Ethnologisches Museum) està integrat a Staatliche Museum de Berlín, Alemanya. Posseeix una gran col·lecció a la ratlla de 500.000 peces, incloent objectes, fotografies i documents de caràcter etnològic i etnogràfic de moltes regions, amb èmfasi en les cultures preindustrials extra-europees, i és un dels més grans del seu gènere de tot el món.

## Història
Els fons del Museu Etnològic es van formar de les col·leccions d'art i rareses dels prínceps de Brandenburg, que van donar origen al Reial Gabinet de Prússia, que alhora es va reorganitzar, des del 1829, formant la col·lecció etnogràfica, instal·lat el 1856 al Neues Museum («museu nou») de l'Illa dels Museus.
El 1886 va passar a formar part de la col·lecció del Museu d'Art Popular (Museum für Völkerkunde), i el 1886 va ser traslladat novament, aquesta vegada a un edifici de l'actual Stresemannstrasse. El seu primer director, l'etnòleg Adolf Bastian (1826-1905), va ampliar la col·lecció amb una sèrie d'adquisicions de parts de tot el món.
La seu va ser malmesa durant la Segona Guerra Mundial i la col·lecció va ser traslladada a la resta de Dahlem. Als anys 1970 es va formar un museu d'art asiàtic i l'Índia, rebatejada el 1999 com el Museu Etnològic.